# Каверочкин, Михаил Павлович
Михаил Павлович Каве́рочкин (1904—1957) — буровой мастер конторы бурения № 2 нефтепромыслового управления «Гюргяннефть» Министерства нефтяной промышленности Азербайджанской ССР.

## Биография
Родился 7 (20) ноября 1904 года в селении Маразы (ныне город Гобустан, Азербайджан). Трудовую деятельность начал в 1920 году, в возрасте 16 лет; в 1923 году пришёл в нефтяную промышленность. Сначала работал учеником слесаря, слесарем на машиностроительном заводе имени лейтенанта Шмидта, старейшем в Азербайджане предприятии, выпускавшим оборудование для нефтепромыслов. Участник Великой Отечественной войны, после войны был демобилизован, вернулся домой.
В 1947 году пришёл работать в только что созданный Трест морского бурения. Начинал в буровой бригаде простым рабочим, вскоре стал вышкомонтажником, затем помощником бурильщика и бурильщиком. Его бригада работала на скважинах № 3 в Мардакян-море и на участке Гюргяны-море, вела разведку на других участках вдоль берега. После двух лет изучения района современных Нефтяных Камней укрепилось предположение о наличии больших запасов нефти. Необходимо было подтвердить, пробурив хотя бы одну скважину. Когда встал вопрос о том, кому поручить это трудное и ответственное дело, выбор остановился на М. П. Каверочкине. Смелый разведчик недр, хороший организатор, он к этому времени имел на своём счету десятки пробурённых скважин.
В марте 1949 года небольшое моторное судно «Транспортник» высадило в районе Чёрных Скал в 100 км от Баку буровую партию Каверочкина. Так далеко в открытом море ещё не бурил никто. Бурильщиков ждали непредвиденные трудности, которые были связаны со сложными гидрометеорологическими условиями, отсутствием карт с указанными подводными течениями, дальностью расположения острова от материка, с обеспечением материалами и оборудованием. Кроме небольшой гряды голых остроконечных скал, едва выступавших из-под воды, и бурного моря, раскинувшегося на десятки километров, здесь не было тогда ничего. Установив вышку, бурильщики начали упорную борьбу за нефть.
На Каспии много штормовых дней в году, немало их выпало и на долю бригады Каверочкина. Нередко ветер валил людей с ног, но бурение не останавливалось. И в ночь на 7 ноября 1948 года из скважины ударил мощный фонтан нефти. Глубина до дна 4 метра, глубина скважины — 468 метров — это были самые высокие показатели в мировой практике морского бурения для того времени. Имя Каверочкина вошло в историю как одного из пионеров бурения глубоководных скважин.
В дальнейшем бригада бурового мастера Каверочкина продолжала работать на Нефтяных камнях. С каждым днём вышки уходили всё дальше в море, и в авангарде наступления всегда был коллектив М. Каверочкина. Всего за время своей работы в нефтяной отрасли Михаил Каверочкин пробурил свыше 130 скважин, из них более 20 — в районе Нефтяных Камней.
21 ноября 1957 года на Каспии разыгрался шторм такой силы и продолжительности, которые случаются раз в сто лет. Бригада Каверочкина вела разведку месторождения, которое теперь называется Грязевая Сопка. Поднявшиеся волны захлёстывали буровую площадку, несмотря на то, что она возвышалась на высоте 8 метров над уровнем моря. Люди на берегу, в будке радиста слышали спокойный голос Михаила Павловича, сообщавший о том, что они перебираются к вышке и намерены привязаться к ней, чтоб бригаду не смыло в море. Только через сутки, когда стихия стала немного утихать, корабли спасателей подошли в этот район. Но они не обнаружили никаких следов буровой — не выдержав натиска волн, она ушла на дно. Длительные поиски водолазами останков погибших нефтяников не дали никакого результата. Двадцать два нефтяника, вступившие в борьбу со стихией, погибли. В их числе был и один из первооткрывателей Нефтяных Камней Михаил Каверочкин. 

## Награды и премии
- Герой Социалистического Труда (19 марта 1959 года — посмертно) — за выдающиеся успехи, достигнутые в деле развития нефтяной и газовой промышленности
- два ордена Ленина (1952; 1959)
- медали
- Сталинская премия первой степени (1951) — за открытие и освоение морских нефтяных месторождений

## Память
- имя Каверочкина было присвоено улице в Баку. На месте той самой скважины вырос город нефтяников — Нефтяные Камни. Здесь на центральном острове Чваново первооткрывателю месторождения установлен памятник, сохранён первый домик его бригады, перед одной из действующих скважин установлена табличка: «Скважина № 1 М. Каверочкина дала более 142 тыс. т нефти».
- глава "Разведчик большой нефти" в сборнике "Самый главный орден" о знаменитых кавалерах ордена Ленина (изданном в 1974 году и в 1975 году рекомендованном для чтения младшеклассникам)[1].
- С 1984 года профсоюзами была утверждена ежегодная премия имени М. П. Каверочкина для работников нефтегазовой индустрии.